# Добошени (Ковасна)
Добошени (рум. Doboșeni) насеље је у Румунији у округу Ковасна у општини Брадуц. Oпштина се налази на надморској висини од 495 m.

## Становништво
Према подацима из 2002. године у насељу је живело 1780 становника.

### Попис2002.
| Расподела становништва по националности 2002.‍ | Расподела становништва по националности 2002.‍ | Расподела становништва по националности 2002.‍ | Расподела становништва по националности 2002.‍ | Расподела становништва по националности 2002.‍ |
| --------------------------------------------- | --------------------------------------------- | --------------------------------------------- | --------------------------------------------- | --------------------------------------------- |
|                                               |                                               |                                               |                                               |                                               |
| Румуни                                        | Румуни                                        |                                               | 179                                           | 10,1%                                         |
| Мађари                                        | Мађари                                        |                                               | 1.033                                         | 58,1%                                         |
| Роми                                          | Роми                                          |                                               | 566                                           | 31,8%                                         |